# Bembidion conforme
Bembidion conforme es una especie de escarabajo del género Bembidion, familia Carabidae. Fue descrita científicamente por Dejean en 1831.
Habita en Albania, Austria, Bosnia y Herzegovina, Croacia, Chequia, Francia, Alemania, Grecia, Italia, Rumania, Serbia, Eslovaquia, Eslovenia, España, Suiza y Ucrania.